# Plagiozopelma laffooni
Plagiozopelma laffooni är en tvåvingeart som beskrevs av Daniel J. Bickel 2005. Plagiozopelma laffooni ingår i släktet Plagiozopelma och familjen styltflugor.
Artens utbredningsområde är Vanuatu. Inga underarter finns listade i Catalogue of Life.